# Aero Club d'Italia

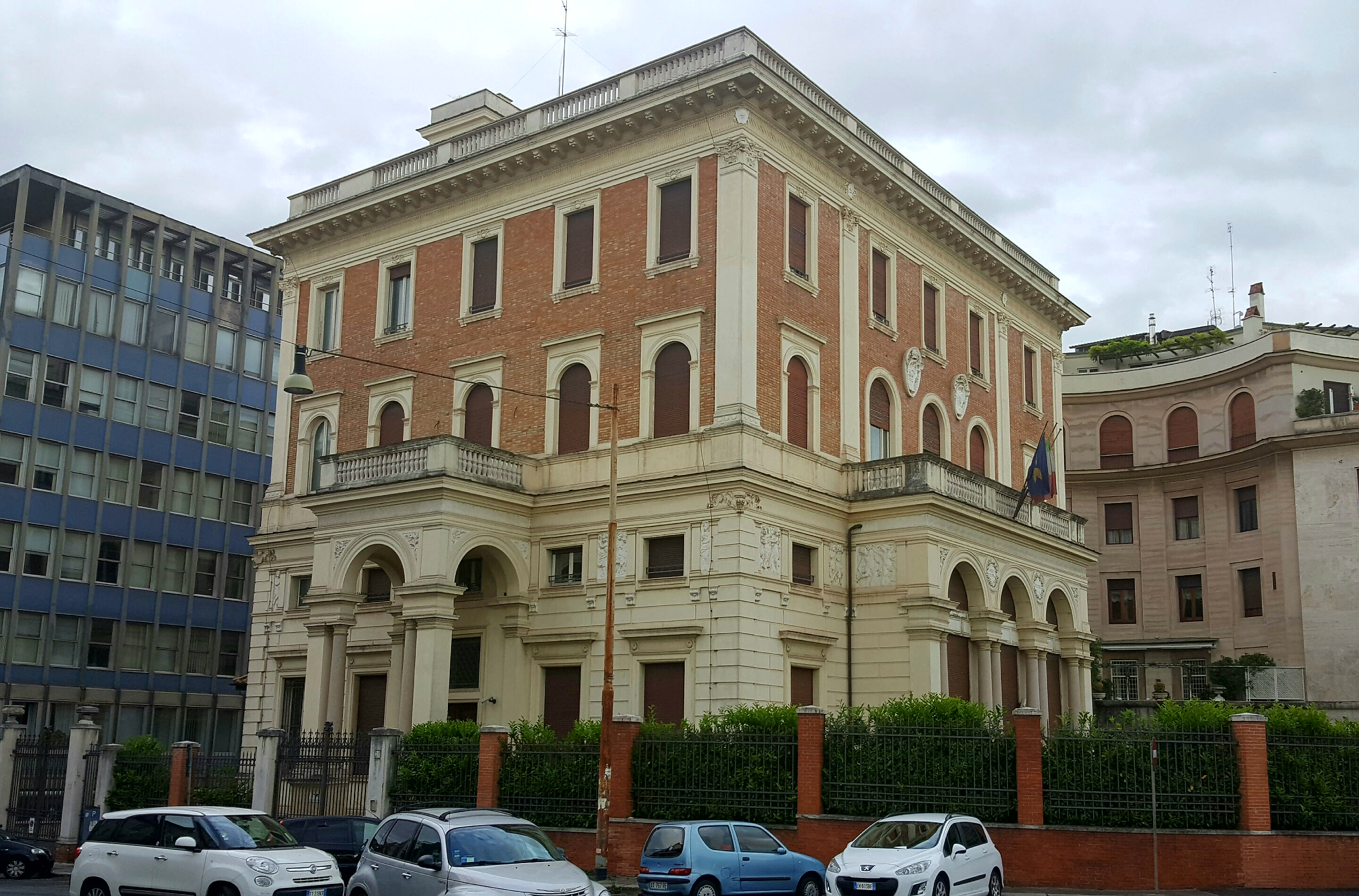
Sede Aero Club d'Italia a Roma.

L'Aero Club d'Italia (in acronimo, AeCI) è un ente di diritto pubblico, con sede legale a Roma, sottoposto alla vigilanza del Ministero delle Infrastrutture e dei Trasporti, del Ministero della difesa, del Ministero dell'Economia e delle Finanze, del Ministero dell'Interno e della Presidenza del Consiglio dei ministri.
L'Aero Club d'Italia, poiché esercita attività sportiva, è per gli sport aeronautici l'unica Federazione del Comitato olimpico nazionale italiano (CONI), ai sensi dell'art. 27 del D.P.R. 28 marzo 1986, n.157, nonché del decreto legislativo 23 luglio 1999, n. 242. 
L'Aero Club d'Italia è l'unico Ente nazionale che rappresenta l'Italia presso la Federazione Aeronautica Internazionale (F.A.I.).
L'Aero Club d'Italia riunisce tutte le associazioni e/o enti che promuovono il volo in tutti i suoi aspetti: volo turistico, volo ultraleggero (ULM), paracadutismo. Il suo scopo primario è quello della promozione, della diffusione di tutte le forme di volo e dell'aggiornamento di tutti i suoi associati.
Sotto il suo patrocinio è stata creata e si è sviluppata la pubblicazione Avioportolano, contenente informazioni utili per la navigazione aerea da diporto.

## Storia
L'Aero Club d'Italia nacque ufficialmente il 22 novembre 1911 ed eretto ente morale dal Regio decreto legge n. 1452 del 23 luglio 1926.

### Gli albori
In precedenza, più precisamente nel marzo del 1904, fu fondata a Milano la S.A.I. (Società Aeronautica Italiana), che fu la prima associazione con lo scopo di propagandare l'aviazione in Italia.
A Parigi il 12 ottobre 1905 nacque la F.A.I. (Fédération Aéronautique Internationale) che riunì le associazioni aeronautiche esistenti in 7 paesi nel mondo: Belgio, Francia, Germania, Italia, Spagna, Stati Uniti e Svizzera.
Come attesta il Bollettino della S.A.I. del maggio 1908 nel dicembre del 1907 nacque a Roma il Club Aviatori. I soci fondatori furono Ippolito Bondi, principe Scipione Borghese, principe Filippo Doria, conte Enrico di San Martino, Filippo Filippi, Dante Gambinossi, Emilio Maraini, Teodoro Mayer, Maurizio Mario Moris, principe Ludovico Potenziani, Gaetano Rossi, Oscar Sinigaglia, Sidney Sonnino, principe Giovanni Torlonia, segretario Guido Castagneris.
A Torino a marzo dello stesso anno sorse la S.A.T. (Società Aviazione Torino) di cui fu nominato presidente Carlo Montù, la quale invitò l'aviatore Delagrange a venire a volare anche in Italia; e dopo la sua esibizione, anche a Milano fu fondata, nel luglio del 1908 la S.I.A. (Società Italiana di Aviazione) presieduta da Cesare Mangili. A Napoli nacque il Circolo Aeronautico Napoletano e solo dopo a Bovolenta, in provincia di Padova, il 16 novembre venne aperto il primo aerodromo civile d'Italia grazie alla volontà di Leonino Da Zara, che fondò anche l'Aero Club d'Italia come ebbe modo di scrivere:
(Leonino Da Zara)
Sempre in febbraio nacque l'Aero Club di Bergamo con un campo di volo ad Osio Sotto animato da Luca Bongiovanni.
A New York nel luglio 1911 fu fondato il primo Aero Club Italiano all'estero da Alberto Triaca.

### La fondazione dell'AeCI
Il 23 novembre 1911 si riunirono a Roma i rappresentanti delle varie associazioni di aeronautica italiane e quelli dell'Automobile Club d'Italia e del Touring Club Italiano con lo scopo di fondare l'Aero Club d'Italia che rappresentasse le società presso la F.A.I.
Per la milanese S.A.I. fu delegato Celestino Usuelli, per la S.I.A. sempre di Milano Luigi Origoni, per la S.A.T. di Torino Carlo Bonini , Michele Consiglio per l'A.C.I., Luigi Vittorio Bertarelli e Arturo Mercanti per il Touring Club e l'Aero Club di Roma.
Primo presidente fu nominato il principe Ludovico Potenziani e Luigi Mina segretario generale.

### I dirigenti
Dalla fondazione ad oggi l'Aero Club d'Italia ha avuto i seguenti presidenti e segretari :
| Periodo     | Presidente                        |
| ----------- | --------------------------------- |
| 1911 - 1912 | Ludovico Spada Veralli Potenziani |
| 1913 -      | Carlo Montù                       |
|             | Pietro Lanza della Rovere         |
|             | Maresciallo Armando Diaz          |
|             | Arturo Mercanti                   |
|             | Federico Zapelloni                |
|             | Aurelio Liotta                    |
|             | Piero Oppizzi                     |
|             | Amedeo Mecozzi                    |
|             | Ermenegildo Laghi                 |
|             | Ettore Lodi                       |
|             | Luigi Gasparotto                  |
| 1933        | Paolo Thaon di Revel              |
| 1948 - 1964 | Manillo Zerbinati                 |
| 1964        | Iginio Guagnellini                |
| 1964 - 1970 | Franco Palma                      |
| 1970 - 1974 | Vittore Catella                   |
| 1974 - 1978 | Raffaello Teti                    |
| 1978 - 1986 | Guido Baracca                     |
| 1986 - 2002 | Mario Testa                       |
| 2002 - 2018 | Giuseppe Leoni                    |
| 2018 - 2019 | Pierluigi Matera (comm. straord.) |
| 2019        | Guido Valori (comm. straord.)     |
| 2020 - 2025 | Giuseppe Leoni                    |
| 2025 - oggi | Stefano Arcifa                    |

| Periodo     | Segretario / Direttore generale |
| ----------- | ------------------------------- |
| 1911 - 1912 | Luigi Mina                      |
| 1948 - 1954 | Eugenio Gandolfi                |
| 1955 - 1964 | Giuseppe Maceratini             |
| 1965 - 1973 | Giuseppe Donno                  |
| 1974 - 1975 | Gustavo Adolfo Garretto         |
| 1975 - 1978 | Giovanni De Siati               |
| 1978 - 1983 | Giulio Rosica                   |
| 1983 - 1985 | Rodolfo Baldesi                 |
| 1985 - 1989 | Mario De Paolis                 |
| 1989 - 1993 | Franco Romagnoli                |
| 1993 - 2002 | Vittorio Zardo                  |
| 2002 - 2003 | Vincenzo Basile                 |
| 2003 - 2006 | Franco Romagnoli                |
| 2007 - 2010 | Fabio Del Meglio                |
| 2011 - 2013 | Carlo Landi                     |
| 2013 - 2018 | Giulio Cacciatore               |
| 2018 - 2019 | Giuseppe D'Accolti              |
| 2019 - 2020 | Mario Tassini                   |
| 2020 - oggi | Gianpaolo Miniscalco            |

## Discipline
- Volo turistico
- Acrobazia aerea
- Aeromodellismo
- Deltaplano
- Pallone aerostatico
- Paracadutismo
- Parapendio
- Volo a vela
- Volo da diporto o sportivo